# Piip
De Piip (Russisch: Пийп) is een onderzeese vulkaan voor de oostkust van het Russische schiereiland Kamtsjatka, in de westelijke Beringzee, op 140 tot 150 kilometer van de as van de Aleoetentrog. De vulkaan bestaat uit een aantal kegels die oplopen vanaf 2500 meter diepte. Er zijn twee pieken; een noordelijke met een top op 352 meter diepte en een zuidelijke met een top op 447 meter diepte die met elkaar zijn verbonden door een zadel op maximaal 820 meter diepte. Uit echogrammen blijkt dat de toppen hydrothermische activiteit vertonen, waarbij uit de noordelijke koepel een constante gaswolk (black smoker) opstijgt tot ongeveer 300 meter boven de bodem van de krater. De vulkaan werd pas in 1984 ontdekt en is vernoemd naar de Sovjet-Russische vulkanoloog Boris Piip.
Op de oostelijke koepel van de noordelijke kegel zijn anhydriete uitstulpingen gevonden tot 1,5 meter hoog. Tefrochronologisch onderzoek op de Komandorski-eilanden lijkt erop te wijzen dat de laatste tefra mogelijk een paar eeuwen geleden werd geproduceerd. De zuidelijke krater wordt bezet door een lavakoepel en op de toppen en hellingen van de vulkaan bevinden zich nog meer adventiefkegels en andere kegels.

## Zeefauna
De zeefauna bestaat bij de noordelijke koepel tussen de 838 en 760 meter diepte met name uit sponsdieren, krabben (zoals de sneeuwkrab; Chionoecetes opilio), garnalen, de kokerwormfamilie Serpulidae en de zeekomkommerfamilie Psolidae. Van 760 tot 390 meter diepte leven onder andere soorten uit de lederkoraalfamilie Anthomastus, grote soorten uit de slakkenorde Nudibranchia en vanaf 450 meter ook veel soorten uit de bloemdieronderklasse Alcyonaria en zeeanemonen. De ondiepste zone van 390 tot 352 meter bevat een bijna volledige bedekking van roodachtige zeeanemonen. Op open plekken leven kreeftsoorten uit de ondergroep Branchiopoda.
De zuidelijke koepel bevat aan de top hydrothermale afzettingen, die op plekken worden overdekt door andere afzettingen. Vanaf een diepte van 500 meter wordt de top doorkliefd door een aantal scheuren. De geothermische bronnen bevinden zich in het centrum van de koepel en komen uit een langwerpige heuvel met een hoogte van meer dan 10 meter, bestaande uit barieten en calciumcarbonaat met her en der wat kwarts en gips. De bodemfauna is onderzocht van een diepte van 904 meter tot de top op 447 meter diepte, waarbij ruim 30 typen macrofauna werden aangetroffen. Van 904 tot 750 meter diepte wordt ongeveer 30% van de bodem bedekt met substraat met glassponzen (met name de families Rossellidae en Farreidae). Van 770 tot 470 meter diepte domineren armpotigen (Brachiopoda) en hydroïdpoliepen (Hydrozoa). Boven de 500 meter domineren weer Alcyonaria en zeeanemonen, maar minder dan bij de noordelijke koepel. Van 600 tot 400 meter diepte is het leven schaarser, mogelijk omdat zich hier een bathymetrische rug bevindt met weinig zuurstof. Net als bij de noordelijke koepel bevinden zich ook hier biofilms, hier beginnend vanaf een diepte van 585 meter. Deze kunnen hier met name leven door het grote gehalte methaan, waterstofsulfide en koolstofdioxide, die door de hydrothermische bronnen in het water worden gebracht. Er komen ook veel Calyptogena voor, de noordelijkste plek van de hydrothermale gebieden in de oceaan waar dit tweekleppige weekdiergeslacht voorkomt.